# Elezioni generali in Honduras del 1993
Le elezioni generali in Honduras del 1993 si tennero il 28 novembre per l'elezione del Presidente e il rinnovo del Congresso nazionale, contestualmente alle elezioni del Parlamento centro-americano.

## Risultati
| Liste                                       | Candidati             | Voti      | %     | Seggi |
| ------------------------------------------- | --------------------- | --------- | ----- | ----- |
| Partito Liberale dell'Honduras              | Carlos Roberto Reina  | 906.793   | 53,01 | 71    |
| Partito Nazionale dell'Honduras             | Oswaldo Ramos Soto    | 735.123   | 42,97 | 55    |
| Partito di Innovazione e Unità              | Olban Valladares      | 48.471    | 2,83  | 2     |
| Partito Democratico Cristiano dell'Honduras | Marco Orlandi Iriarte | 20.350    | 1,19  | -     |
| Totale                                      | Totale                | 1.710.737 |       | 128   |